# Novi Kneževac
Novi Kneževac (serbocroata cirílico: Нови Кнежевац; húngaro: Törökkanizsa) es un municipio y villa de Serbia perteneciente al distrito de Banato del Norte de la provincia autónoma de Voivodina.
En 2011 su población era de 11 269 habitantes, de los cuales 6960 vivían en la villa y el resto en las 8 pedanías del municipio. La mayoría de los habitantes son étnicamente serbios (6445 habitantes), con minorías de magiares (3217 habitantes) y gitanos (923 habitantes).
Se ubica en la orilla oriental del río Tisza, unos 20 km al sur de Szeged. Su término municipal es fronterizo con Hungría y Rumania.

## Historia
Se conoce la existencia del pueblo desde el siglo IX, cuando se menciona en documentos con el topónimo "Kneža". En los siglos posteriores, aparece en documentos del reino de Hungría como "Kanjiša". Desde su origen fue un pueblo habitado mayoritariamente por serbios, quienes siguieron viviendo aquí tras la invasión otomana del siglo XVI: a principios del siglo XVIII, en el pueblo vivían unas treinta familias y se denominaba "Turska Kanjiža" para diferenciarla de la vecina Stara Kanjiža. Tras la reconquista de la zona por el Imperio Habsburgo, en 1752 se amplió la localidad con una aldea colindante llamada "Jozefovo" o "Jozefsdorf" (el actual barrio "Obilićevo"), formada por serbios que llegaron de Pomorišje tras desaparecer la Vojna Krajina.
Los dos pueblos crecieron notablemente con la llegada de magiares a lo largo del siglo XIX. Tras la formación del reino de los Serbios, Croatas y Eslovenos, en 1922 la villa recibió el nombre de "Nova Kanjiža", adoptando su topónimo actual en 1935. En 1945, Obilićevo dejó de considerarse un pueblo separado y pasó a ser un barrio de la villa de Novi Kneževac.

## Pedanías
Además de la villa de Novi Kneževac, el municipio incluye las siguientes pedanías (entre paréntesis el nombre en húngaro, en las localidades de mayoría étnica magiar):
- Banatsko Aranđelovo
- Đala
- Filić
- Majdan (Magyarmajdány)
- Podlokanj
- Rabe (Rábé)
- Siget
- Srpski Krstur